# Slag bij Tunis (309 v.Chr.)
De Slag bij Tunis vond plaats in 310 v.Chr. tussen de Carthagers en de Syracusanen, die onder leiding stonden van Agathocles.

## Achtergrond
Na zijn overwinning bij Tunis in 310 v.Chr. was Agathocles in staat om zijn macht in Libië uit te breiden. De bondgenoten van de Carthagers, die bang waren gemaakt door deze dreiging, kozen zijn zijde. Maar toen Agathocles zich in Libië waagde om de Nomadische volkeren daar te onderwerpen, sloten de Numidiërs zich weer aan bij de Carthagers.
De Carthagers begonnen intussen hun leger klaar te maken om de zojuist heroverde stad Tunis te verdedigen. Het leiderschap van Agathocles werd in twijfel getrokken door een ruzie tussen zijn zoon en een generaal van zijn leger. Agathocles' zoon liet zijn generaal vermoorden. Het Syracusaanse leger wilde zijn zoon de doodstraf geven na het zien van de dode generaal. Ondanks deze moeilijkheden kon Agathocles toch de rust laten wederkeren.

## Verloop
De Carthagers, die veel soldaten hadden aangeworven bij de Numidiërs, maakten gebruik van dit moment van verwarring en naderden het Syracusaanse leger, dat zich nu weer bij Tunis bevond. Het leger werd op een heuvel geplaatst en de Numidische cavalerie viel het Syracusaanse leger aan, maar Agathocles kon hierop reageren door een aantal slingeraars te sturen om hen tegen te houden.
Al snel stonden beide legers tegenover elkaar in de buurt van een rivier die naar de stad stroomde. De Carthagers en Numidiërs werden geïntimideerd door de veel meer ervaren Grieken, en dat deed hen op vlucht slaan. De Carthagers zochten hun toevlucht in een fort, terwijl Agathocles zijn overwinning vierde.

## Gevolgen
Aangezien Agathocles dacht dat Syracuse nog steeds werd belegerd, koos hij ervoor om terug te keren naar Sicilië, maar hij liet zijn zoon achter met het leger in Libië.